# 広島市立美鈴が丘中学校
広島市立美鈴が丘中学校（ひろしましりつみすずがおかちゅうがっこう）は、広島県広島市佐伯区美鈴が丘南一丁目にある公立中学校。

## 概要
これまでに4857名が卒業している 。また、生徒会主体で実施している地域清掃活動などで日本善行会から全国表彰されたり、環境省長官賞も受賞している。広島市長や佐伯区公衆衛生推進委員会からの表彰歴もある。なお、地域清掃活動は文部科学省による道徳教育体験活動推進事業の地域指定を受けた。

## 沿革
- 1985年（昭和60年）
  - 4月1日 - 広島市立三和中学校より分離され設立。
  - 5月1日 - PTA発足。
  - 10月1日 - 校章・校歌制定。
  - 12月25日 - 校旗制定
- 1986年（昭和61年）
  - 3月31日 - 体育館竣工。
  - 7月20日 - プール竣工。
- 1987年（昭和62年）
  - 3月31日 - グランド全面改修完了。
  - 8月31日 - アスレチック設備完了。
- 1988年（昭和63年）7月19日 - 校舎増築完了。
- 1989年（平成元年）
  - 2月12日 - 体育倉庫竣工。
  - 5月15日 - CCM大作戦の教育開始。
- 1991年（平成3年）9月5日 - 管理倉庫竣工。
- 1993年（平成5年）
  - 3月31日 - 情報処理教室・多目的ホール竣工。コンピュータ設備完了。
  - 4月1日 - 理科のティームティーチング開始。
  - 7月24日 - 本館グランド側に手洗場竣工。
- 1994年（平成6年）10月27日 - 創立10周年記念式挙行し、創立10周年記念誌「優しく逞しく」発行。校訓「優しく逞しく」設定し、同窓会発足。
- 1995年（平成7年）
  - 3月8日 - 創立10周年記念壁画「誕生」完成式典挙行。
  - 4月1日 - ティームティーチングを家庭科で実施。
  - 8月22日 - 体育館南側水飲場竣工。体育館への階段の囲いこみ工事完了。
  - 11月18日 - 第1回美鈴が丘中学校区交歓音楽会を美鈴が丘高等学校講堂で開催（以後毎年開催）。
- 1996年（平成8年）
  - 3月29日 - 障害児学級設置の改修工事完了。
  - 4月5日 - 階段手すりパイプ取り付け工事完了
  - 7月31日 - 天然ガス移行完了。
  - 9月20日 - 職員室・保健室・第2音楽室冷房設備工事完了。
  - 12月15日 - 美鈴学園陸橋竣工し、祝賀会開催。
- 1997年（平成9年）
  - 1月10日 - 広島西警察署地域課主催「110番の日」で「人文字づくり」実施。
  - 8月22日 - 中央階段内部明装工事完了。
  - 8月29日 - 高圧受電設備改修工事完了。
- 1998年（平成10年）
  - 4月1日 - ティームティーチング（保健体育科）の実施開始。
  - 8月25日 - 2階廊下改修工事完了。
  - 9月11日 - グランド夜間照明設備工事。
- 1999年（平成11年）
  - 8月25日 - 4階廊下改修工事完了。
  - 8月31日 - 「教育相談室（ふれあいひろば）」改造工事完了。
- 2000年（平成12年）
  - 8月25日 - 3階廊下改修工事完了。
  - 10月6日 - インターネット工事完了。
- 2001年（平成13年）6月15日 - 学校コミニュティーモデル校の指定を受ける（平成15年まで）。
- 2002年（平成14年）
  - 7月29日 - 体育館階段明装工事開始。
  - 11月16日 - 排水設備改修工事。
- 2003年（平成15年）2月13日 - 体育館正面玄関ひさし部改修・明装工事。
- 2004年（平成16年）10月13日 - 創立20周年記念典挙行し、20周年記念誌発行。
- 2007年（平成19年）8月31日 - 家庭科調理室改修。
- 2010年（平成22年）
  - 3月 - デジタルテレビ設置。
  - 9月30日 - 第2理科室実験台改修。
- 2012年（平成24年）8月31日 - 北校舎（2階～4階）普通教室扉改修工事。
- 2013年（平成25年）9月6日 - 校舎外壁全面改修工事完了。

## 校区
- 広島市立美鈴が丘小学校の校区[4]
  - 美鈴が丘東一丁目～美鈴が丘東五丁目、美鈴が丘西一丁目～美鈴が丘西五丁目、美鈴が丘南一丁目～美鈴が丘南四丁目、美鈴が丘緑一丁目～美鈴が丘緑三丁目

## アクセス
- 広電バス2系統・28系統・52系統・54系統で、「美鈴が丘小学校前」停留所下車後、
  - 山田団地・彩が丘・藤の木方面行及び美鈴が丘高校行のりばから、徒歩約280m・約4分。
  - 五日市駅北口・新井口駅・アルパーク・市役所前・広島BC方面行のりばから、徒歩約255m・約4分（美鈴が丘小学校前T字路交差点を跨ぐ歩道橋経由）。
- JR西日本山陽本線五日市駅（北口）・広島電鉄宮島線広電五日市駅から、広電バス2系統に乗車し、「美鈴が丘小学校前」停留所下車。
- JR西日本山陽本線新井口駅・広島電鉄宮島線商工センター入口駅（JR新井口駅と広電商工センター入口駅はほぼ同一箇所）から、広電バス28系統に乗車し、「美鈴が丘小学校前」停留所下車。
- 広島バスセンターから、広電バス52系統・54系統に乗車し、「美鈴が丘小学校前」停留所下車。
  - JR山陽線・広電宮島線の各駅及び広島BC⇔「美鈴が丘小学校前」停留所間の所要時間などは、広島電鉄ホームページを参照するか、担当営業所まで電話で要問い合わせ。

## 周辺
- 広島市立美鈴が丘南第二公園 - 敷地が隣接。
- 広島市立美鈴が丘高等学校 - 広島市道をはさんで、敷地が隣接。
- 広島市立美鈴が丘小学校 - 広島市道「美鈴が丘小学校前」T字路交差点をはさんだ対角線上に位置する。また、進学前小学校である。

## 著名な出身者
- 美羽あさひ（元宝塚歌劇団宙組娘役）
- 徳本一善（陸上選手）
- 小林優希（元サッカー選手）